# Westwood (New Jersey)
Westwood je město v okrese Bergen County v New Jersey ve Spojených státech amerických. Podle censu z roku 2000 zde žilo 10 999 obyvatel. Hustota zalidnění je zde 1830,5 obyvatel/km². Město bylo založeno 8. května 1894. Mezi zdejší známé rodáky patří Robert Sean Leonard. Současným starostou je John Birkner za Demokratickou stranu.